# Prajila
Prajila – miejscowość i gmina w Mołdawii, w rejonie Florești. W 2014 roku liczyła 2574 mieszkańców.